# Sono buono
Sono buono è un singolo del gruppo musicale italiano Ridillo, pubblicato il 21 marzo 2025 sulle piattaforme digitali e nel maggio successivo su 45 giri.
Si tratta di una cover funky di un brano degli Skiantos dall'album Kinotto, e nel giugno dello stesso anno viene incluso nell'album Poesie orecchiabili.

## Tracce

### download digitale, 45 giri
1. Sono buono – 3:03
2. I'm good – 3:03